# De amoureuze amazone
De amoureuze amazone is het honderdachttiende stripverhaal uit de reeks van Suske en Wiske. Het is geschreven door Paul Geerts en gepubliceerd in De Standaard en Het Nieuwsblad van 24 augustus 1977 tot en met 4 januari 1978. De eerste albumuitgave in de Vierkleurenreeks was in juni 1978, met nummer 169.

## Locaties
- België, Meem-Sjoos (vreemde planeet) met niemandsland, basis van Meka-Nik en dorp van Bi-Donvils.

## Personages
- Suske, Wiske, tante Sidonia, Lambik, Jerom, professor Barabas, B. Igmoney (industrieel, naam afgeleid van ´big money´, groot geld) en handlangers, Sjenoffel, oliesjeik, Skrap en Nell (afgeleid van ´scrapnell´, metaalafval), Usurpa’s (usurpators), Meka-Nik (hoofdman, afgeleid van ´mechanic´), Bi-Donvils (afgeleid van de Franse term bidonville, sloppenwijk), en kolonel.

## Uitvindingen
- De teletijdmachine.

## Het verhaal
Tante Sidonia is tijdens het boodschappen doen in een sloot gereden en Jerom haalt haar en de wagen op. Lambik veroorzaakt een ontploffing in de garage als hij een goedkoop mengsel wil maken dat de dure benzine moet vervangen. Tante Sidonia stuurt hem weg. Suske en Wiske hebben medelijden met hem en waarschuwen professor Barabas. Die gaat naar Lambik en hoort dat het is gelukt de motor op nieuwe brandstof te laten rijden. Professor Barabas wil Lambik helpen met deze uitvinding en doet drie druppels van een mengsel in een tank vol water. Lambik laat water in zijn tank gooien en dit wordt gezien door een man die meteen zijn baas gaat waarschuwen. B. Igmoney komt naar Lambik en Jerom en biedt geld aan voor de formule, maar Lambik weigert en Jerom gooit de man het huis uit en ook zijn handlangers kunnen de formule niet bemachtigen. Suske en Wiske testen een nieuwe formule met hun bromfietsen en dit lukt nu toch. Tante Sidonia organiseert een feestmaal, maar Lambik komt opdagen met een vreemde en erg truttige vrouw. Lambik stelt haar voor als Sjenoffel en vertelt dat hij haar gered heeft van overvallers. Tante Sidonia heeft liefdesverdriet, ze denkt dat Sjenoffel bezig is Lambik in te palmen.
Enkele dagen later komt Lambik in een sportwagen voorrijden, hij is een eigen zaak begonnen met zijn nieuwe uitvinding. Tante Sidonia neemt Suske en Wiske mee naar het kantoor van Lambik, maar ontdekt dan dat Sjenoffel voor hem werkt als secretaresse. Tante Sidonia is opnieuw intens verdrietig en gaat alleen naar huis. 
Suske en Wiske volgen Sjenoffel enkele dagen later in de stad en zien haar praten met B. Igmoney. Het blijkt dat Sjenoffel een spionne is die zich weet voor te doen als een charmante verleidster. Ze vertellen tante Sidonia en Jerom dat Lambik erin wordt geluisd en besluiten Lambik te helpen. Suske en Wiske zien even later de handlangers met een kist uit het kantoor van Lambik lopen en gaan de wagen achterna op hun bromfietsen. Ze maken een wegversperring en de auto raakt van de weg door spijkers. De kist wordt naar een café gebracht en daar worden de boeven door de politie gepakt. De boeven gooien de kist in het café en deze verdwijnt doordat de teletijdmachine achter de deur staat opgesteld. De politie vertelt dat ze de bende oplichters al langer op het spoor waren, ze besloten in te grijpen toen ze de mannen met een grote kist uit het kantoor van Lambik zagen verdwijnen.
Dan blijkt dat Lambik in de kist zat opgesloten, de boeven wilden de formule van de brandstof in handen krijgen. Professor Barabas kan Lambik niet terugflitsen en Lambik ontdekt dat hij op een vreemde planeet is aangekomen als de kist door een ruimtevaartuig wordt stukgeschoten. Hij wordt door Skrap en Nell gered en vlucht door een tunnel naar de Bi-Donvil. De wezens vertellen dat de mensen die hier woonden gestorven zijn doordat ze hun leefmilieu hadden verwoest, alleen de robots zijn nog overgebleven. De Usurpas heersen over de Bi-Donvils en laten hen kokende olie uit de mijnen halen. Lambik vertelt dat hij brandstof van water kan maken en wil de wezens helpen, hij laat een oud vliegtuigje vliegen maar deze wordt door de Usurpas neergeschoten. Ze kunnen ontkomen en Suske en Wiske komen ook aan op de planeet. De kinderen kunnen Lambik en de robotjes helpen, maar de Meka-Nik wordt gewaarschuwd en deze laat de vrienden naar zijn basis lokken. Meka-Nik kan de formule van Lambik in handen krijgen en stuurt bommenwerpers naar de Bi-Donvils. Suske en Wiske gaan met de robotjes in een schuilkelder en tante Sidonia besluit toch Lambik te gaan helpen en rijdt met de motor van Lambik naar het laboratorium van professor Barabas. Ze flitst naar de andere planeet en rijdt met de motor naar een bombardement in de verte. Tante Sidonia kan de bommenwerpers afleiden en vindt Suske en Wiske en de robotjes in de schuilkelder. De vrienden gaan naar het paleis van Meka-Nik en vinden zijn vrouw huilend bij een groentetuin. Ze vertelt dat haar man steeds batterij-infarcten heeft, doordat zijn negatieve energie het steeds wint van de positieve is hij zo oorlogszuchtig. Suske en Wiske kunnen een patrouille afleiden en gaan het paleis binnen. Tante Sidonia wordt bij Meka-Nik gebracht die bewusteloos is door een batterij-infarct, ze wil hem helpen en Meka-Nik wordt dan wakker en bedankt tante Sidonia en zijn vrouw. Door kortsluiting heeft zijn positieve energie nu de overhand en hij wil Lambik bevrijden. Suske en Wiske worden gevangengenomen en komen in de cel bij Lambik, maar tante Sidonia en Meka-Nik komen hen bevrijden. De kolonel wil de Bi-Donvils nog altijd aanvallen, maar de vloot wordt vernietigd door een fout in de brandstof. De kolonel is stuk en de Usurpas onderwerpen zich aan Meka-Nik, de opbrengst van de oliemijnen zal eerlijk verdeeld worden en er zal vrede zijn. De stad van de Bi-Donvil zal opnieuw worden opgebouwd en de vrienden worden naar huis geflitst. Lambik biedt aan tante Sidonia zijn excuses aan voor zijn onbehouwen gedrag.

## Achtergrond
Voor een deel van dit verhaal putte Geerts inspiratie uit de film Star Wars, die een jaar eerder was verschenen. Dit is het duidelijkst te zien aan de bommenwerpers van de Usurpas, die sterke gelijkenissen vertonen met de Star Destroyers uit Star Wars.
Verder bevat het verhaal een grimmige boodschap. De planeet heet Meem-Sjoos, wat doet denken aan de Franse term ´même chose´ (betekenis: ´hetzelfde ding´, ´precies hetzelfde´). Skrap en Nell vertellen Lambik dat de mensen het leefmilieu hadden verwoest en daardoor niet meer konden overleven en de robots zijn overgebleven. Deze hints doen vermoeden dat Meem-Sjoos eigenlijk de toekomstige Aarde is, een grimmige toekomstverwachting.